# 浮罗交怡天空之桥
浮罗交怡天空之桥是马来西亚吉打浮罗交怡一座125米長的弧形人行斜拉橋，于2005年建成。桥面距离海平面660米。该桥於2012年7月暫時关闭並进行维护和升级。2015年2月，部分橋面重新對外开放。 

## 外部連結
- Official website （页面存档备份，存于） Panorama Langkawi
- Google Map Photo at panoramio.com
- 15 photos （页面存档备份，存于） from different angles
- Nearby hotel and resorts （页面存档备份，存于）